# Pradier (métier)
 (juin 2020).
Pour les articles homonymes, voir Pradier.
Un pradier désigne, dans une communauté villageoise de Provence, la personne chargée de gérer la répartition de l'eau sur la commune. Seul habilité à modifier l'emplacement des caches aux points de jonction de l'alimentation en eau, son rôle permettait de prévenir les risques de sécheresse. Certains maires de Provence ont réhabilité[Quand ?] cette fonction compte tenu de la survenue contemporaine[Quand ?] des conséquences du réchauffement climatique.